# Manor College
Il Manor College è un'università privata di indirizzo cattolico con sede a Jenkintown, nello stato americano della Pennsylvania.
Il college fu fondato nel 1947 dalle suore dell'Ordine di San Basilio Magno per i cattolici del rito bizantino-ucraino.